# Marie Schjeldal
Marie Caroline Schjeldal (født 14. april 1977 i København i Danmark) er en dansk skuespillerinde.

## Filmografi
- Hvide løgne (1998, tv-serie)
- Nattens engel (1998)
- P.I.S. (2000, tv-serie)
- Hotellet (2001, tv-serie)
- Familien Gregersen (2004)
- Den store dag (2005)
- Sprængfarlig bombe (2006)
- Hvordan vi slipper af med de andre (2007)
- Blå mænd (2008)

## Tv-serier
- Hvide Løgne (1998)

- P.I.S - Politiets indsatsstyrke (2000)
- Hotellet (2001)
- Klovn (2005)
- Forestillinger (2007)
- 2900 Happiness (2007)
- Sommer (2008)
- Lærkevej (2009)
- Lars (2010)

## Stemmeskuespil
Hun har også lagt stemme til en del tegnefilm, bl.a.
- Avatar: Den sidste luftbetvinger - Suki, Yue og div. små roller
- Babe: den kække gris
- Danny Genfærd – Jazz Fenton
- Det ukendtes skov - Lorna og Sara
- Fedtmule og søn – Roxanne
- Teletubbies – Po
- Herkules
- Kappa Mikey – Mitsuki
- Kim Possible – Kim Possible
- Grumme eventyr med Billy og Mandy – Mindy
- Powerpuff Pigerne – Blomst
- Teen Titans – Raven
- Luftens Helte - Molly Clausen